# Natalia Siwiec
Natalia Siwiec (Wałbrzych, Polonia; 1 de agosto de 1983) es una modelo y celebridad polaca. Obtuvo la mayor popularidad cuando en 2012 durante la Eurocopa fue inmortalizada por los fotógrafos con sus cámaras y elegida «Miss Euro 2012».

## Biografía
Siwiec es una modelo profesional con un patrimonio neto que asciende a U$S 4 millones desde 2012. La misma comenzó a ganar la atención internacional en 2003 después de que fue coronada como «Miss Lower Silesia» (Señorita Joven de Silesia). Luego fue elegida para representar a Polonia en la «Miss Bikini of the Universe Pageant» (Desfile Universal de la Señorita Bikini) que se celebró en China. A partir de ese certamen, se llevó a casa dos premios que incluyen la «Miss Photo» y «Miss Bikini of China Gate».
Después de representar en 2006, a Polonia en el «Miss International Tourism» que se celebró en Sudáfrica, se convirtió en la ganadora del premio de dicho evento. La modelo también ha aparecido en algunas publicaciones internacionales de renombre mundial como CKM, Esquire, Playboy y Maxim.

### Vida privada
Tiene una hermana más joven llamada Malvina Siwiec. Su marido es el empresario Mariusz Raduszewski.